# 東北本線優等列車沿革
東北本線優等列車沿革（日语：／）是記述在東北本線、常磐線上行走的特急列車、急行列車等列車，以及透過青函連絡船或途經津輕海峽線，連接本州與北海道兩地，行走於東京至青森至北海道之間的列車之演變。
不是主要在東北本線中行走，但也途經東北本線的列車：
- 在東北新幹線上行走的列車…參見東北新幹線、隼號列車、疾風號列車、山彥號列車和那須野號列車
- 只於宇都宮線（上野至黑磯之間）上行走的列車…早安栃木·Home Town栃木號列車#宇都宮線優等列車演變
- 直通至日光線、東武線的列車…日光号列车#國鐵·JR東日本日光線優等列車演變
- 直通至高崎線的列車…朱鷺號列車#首都圏與新潟縣之間優等列車演變、赤城号列车、草津·四万号列车
- 直通至兩毛線的列車…赤城号列车#兩毛線優等列車演變、早安栃木·Home Town栃木號列車#宇都宮線優等列車演變
- 直通至磐越西線的列車…會津號列車
- 直通至奧羽本線的列車…翼號列車、曙號列車
- 直通至石卷線的列車…南三陸號列車、谷灣·海Liner
- 大船渡線的優等列車…超級龍號列車
- 釜石線優等列車…濱百合號列車
- 東北新幹線開業後，行走於盛岡至青森之間的列車…初雁號列車、津輕號列車、超級白鳥號列車
- 花輪線優等列車…八幡平號列車
- 大湊線優等列車…下北號列車
- 只於常磐線、上野東京線內行走的優等列車…常陸號、常盤號列車
- 途經津輕海峽線的臥鋪特急列車…北斗星號列車、仙后座號列車

## 東京 - 青森 - 北海道之間聯絡輸送列車
東北本線、青函連絡船和稚泊連絡船共同擔當起連接本州至北海道至樺太之間鐵路運輸的使命。在這個重要性下，急行列車與準急列車等優等列車不斷加班及縮短行車時間。
在上野至仙台之間設有2條路線。一條途經東北本線，另一條途經常磐線。東北本線方面，雖然途經宇都宮市、福島市等縣廳所在地城市，以及福島縣內的主要城市郡山市，但是該區間較多陡斜區間，使由蒸氣機車牽引客車時，其速度與運輸能力（連結客車數量）會比較弱。在另一方面，雖然常磐線的行走距離較遠，但是由於少陡斜區間，而坡度也較東北本線為低，因此較多列車途經常磐線。

### 戰前優等列車的設定
- 1891年（明治24年）9月1日 日本鐵道東北本線上野至青森之間約740公里路段全線開通。當時開設了1個往返班次的直通列車，行走全程所需時間為超過26.5小時[注 1]。
- 1901年（明治34年） 上野至青森之間的直通列車之所需時間縮短至最快21小時50分。
- 1906年（明治39年）4月 開設行走於上野至青森之間，於日本鐵道中首架急行列車801、802列車，當時途經海岸線（現時：常磐線）。
  - 下行於上野在早上11時45分出發，到達青森的時間是翌日早上7時。上行於青森在下午7時40分出發，到達上野的時間是翌日下午3時13分。
- 1906年（明治39年）11月 日本鐵道因鐵道國有法（日语：鉄道国有法）而國有化。
- 1908年（明治41年）5月 新設連結頭等、二等、餐車和臥車的急行201、202列車，行走於上野至青森之間，途經東北本線。與途經海岸線的801、802列車，合共提供2個往返班次。在青森可轉乘前往函館的航線（所需時間為4小時）和前往室蘭的航線（所要時間為12小時）。201、202列車的停車站與主要車站到發時間如下：
  - 停車站：上野 - 赤羽 - 浦和 - 大宮 - 久喜 - 古河 - 小山 - 宇都宮 - 寶積寺 - 氏家 - 西那須野 - 黑磯 - 白河 - 矢吹 - 須賀川 - 郡山 - 本宮 - 二本松 - 福島 - 長岡（現時：伊達）- 桑折 - 白石 - 大河原 - 岩沼 - 仙台 - 岩切 - 松島 - 小牛田 - 石越 - 一之關 - 水澤 - 黑澤尻（現時：北上） - 花卷 - 盛岡 - 沼宮內（現時：岩手沼宮內） - 中山（現時：奧中山高原） - 一戶 - 三戶 - 尻內（現時：八戶） - 古間木（現時：三澤） - 野邊地 - 小湊 - 淺蟲（現時：淺蟲溫泉） - 青森
  - 201列車：上野7時25分→浦和8時→宇都宮10時5分→福島14時50分→仙台17時15分→盛岡21時54分→青森翌日3時40分
  - 202列車：青森2時20分→仙台12時35分→上野22時40分
- 同年12月 急行201、202列車的行走區間縮短為上野至仙台之間。替代列車為連結高級客車的普通列車，該列車行走於上野至青森之間，共有1個往返班次。
- 1909年（明治42年）4月 行走於上野至仙台之間的急行201、202列車之運行區間再次變為上野至青森之間。以下為各列車的到發時間：
  - 201列車：上野12時40分→青森翌日9時35分
  - 202列車：青森18時20分→上野翌日15時15分
  - 801列車（經海岸線）：上野23時→青森翌日19時10分
  - 802列車（經海岸線）：青森9時→上野翌日5時45分
- 1910年（明治43年）9月 行走於新橋至神戶之間的急行列車開始連結二等臥車。使原本的臥車被定為頭等臥車（日语：A寝台），行走於上野至青森之間的臥車也是頭等臥車。
- 1911年（明治44年）5月 實施時間表修正。途經東北本線的201、202列車之運輸時間縮短15至25分鐘。而途經常磐線的801、802列車之運輸時間則延長了。
  - 201列車：上野12時30分→青森翌日9時
  - 202列車：青森18時50分→上野翌日15時30分
  - 801列車：上野23時→青森翌日19時25分
  - 802列車：青森9時35分→上野翌日6時15分
- 同年12月 實施時間表修正。由於在冬季時期需要預留較多運輸時間，因此各列車的所需時間有所延長。
  - 201列車：上野12時30分→青森翌日10時10分
  - 202列車：青森17時50分→上野翌日15時30分
  - 801列車：上野22時20分→青森翌日19時25分
  - 802列車：青森9時10分→上野翌日6時15分
- 1912年（明治45年）5月 實施時間表修正。
  - 201列車：上野9時30分→青森翌日5時50分
  - 202列車：青森16時→上野翌日12時05分
  - 801列車：上野22時30分→青森翌日18時30分
  - 802列車：青森1時→上野20時05分
- 同年12月 實施時間表修正。所需時間縮短至20小時以內。
  - 201列車：上野15時30分→青森翌日11時15分
  - 202列車：青森18時→上野翌日14時
  - 801列車：上野22時30分→青森翌日18時
  - 802列車：青森11時→上野翌日6時15分
- 1913年（大正2年）12月 實施時間表修正。201・202列車變為普通列車，替代列車為急行203、204列車。
  - 203列車：上野23時→青森翌日18時05分
  - 204列車：青森15時30分→上野翌日8時55分
- 1917年（大正6年）6月 實施時間表修正。途經東北本線或常磐線的列車之所需時間都是17小時。
  - 203列車：上野13時→青森翌日6時
  - 204列車：青森23時30分→上野翌日16時30分
  - 801列車：上野22時30分→青森翌日15時30分
  - 802列車：青森13時→上野翌日6時
- 1926年（大正15年）8月 實施時間表修正。列車編號重組，東北本線使用1xx、常磐線使用2xx。使201、202列車改為103、104列車，801、802列車改為201、202列車。同時，103、104列車不再連結頭等臥車，餐車由西式變為日式。
  - 103列車：上野13時→青森翌日6時25分
  - 104列車：青森23時→上野翌日15時50分
  - 201列車：上野22時30分→青森翌日16時25分
  - 202列車：青森13時40分→上野翌日8時
- 1929年（昭和4年）9月 實施時間表修正。
  - 103列車：上野14時→青森翌日6時20分
  - 104列車：青森23時→上野翌日15時
  - 201列車：上野22時30分→青森翌日16時10分
  - 202列車：青森13時30分→上野翌日7時
- 1930年（昭和5年）10月 實施時間表修正。103列車的到發時間是，上野14時30分→青森翌日6時20分。104列車的到發時間是，青森23時→上野翌日14時30分。所需時間縮短至約15小時。
- 1934年（昭和9年）12月 實施大規模的時間表修正，設有以下變更：
  - 急行列車的所需時間大幅縮短至12至13小時[注 2]。
  - 103列車：上野10時→青森約23時
  - 104列車：青森6時→上野19時05分
  - 201列車：上野19時→青森翌日7時45分
  - 202列車：青森22時→上野翌日10時25分
  - 新設行走於上野至青森之間的準急101、102列車[注 3]。
- 1937年（昭和12年）7月 新設途經常磐線，行走於上野至青森之間的不定期急行列車1201、1202列車。
- 1940年（昭和15年）10月 實施時間表修正。途經常磐線的急行202列車之所需時間縮短5分鐘[注 4]。不定期急行列車1201、1202列車變為定期列車，編號改為207、208列車。使當時行走於上野至青森之間的直通列車中，共有3個往返急行列車班次，1個往返準急列車班次和4個往返普通列車班次。
- 1942年（昭和17年）12月 實施時間表修正。青函連絡船的夜行班次廢除。使202列車提早於青森出發。
- 1943年（昭和18年）2月 103、104列車於仙台以北區間，以及途經常磐線的普通列車205、206列車均被廢除。
- 1943年（昭和18年）10月 實施被稱為「決戰時間表」的時間表修正。
  - 103、104列車與準急101、102列車合併為行走於上野至青森之間的急行101、102列車。
  - 急行207、208列車被廢除。
  - 201、202列車降級為普通列車。203、204列車從普通列車升級為急行列車。
- 1944年（昭和19年）4月 由於戰局惡化，日本全國特急不再連結頭等客車、餐車和臥車，並設有以下變更。
  - 急行101、102列車暫停服務。
  - 急行203、204列車和普通201、202列車不再連結優等客車。
  - 只有普通列車103、104、105、106、107、108列車仍然行走。
- 同年12月 急行203、204列車暫停服務。

### 戰後，急行「陸奧」與周邊列車群
- 1945年（昭和20年）11月 行走於上野至青森之間的急行101、102列車重開。但是在翌月，由於煤炭嚴重不足，使再次暫停服務。
- 1946年（昭和21年）2月 在GHQ的指令下，開設同盟軍專用列車（日语：連合軍専用列車），行走於上野至青森之間[注 5]和函館至札幌之間。後來，兩架列車統稱「Yankee Limited」（北部特急）。
  - 另外也有為同盟軍，特別是美軍專用的特殊列車。在青森至函館之間的青函連絡船上運載了臥車，運送部分乘客。在7月起，透過東京至上野之間的回廠線，列車可於東京到發[注 6]。在11月延長至於橫濱到發。
  - 關於可讓日本人乘坐的列車，於同年8月起開設使用東京至上野之間回廠線的客運列車。
- 同年11月 暫停服務中，途經常磐線的急行207、208列車於時間表上再次出現。
- 1947年（昭和22年）6月 急行207、208列車重開。
- 1948年（昭和23年）7月1日 實施時間表白紙修正（日语：1948年7月1日国鉄ダイヤ改正）。行走於上野至青森之間的直通急行（途經東北本線）103、104列車[注 7]和（途經常磐線）201、202列車重開。在12月，201、202列車連結特別臥車（後來名為頭等臥車）。
- 1949年（昭和24年）9月 急行201、202列車暫停服務。替代安排為101、102、203、204列車重開。203、204列車連結1輛頭等臥車（現時：A寢台（日语：A寝台））。
- 1950年（昭和25年）10月 讓日本人乘坐的列車201、202列車重開。在11月，201、202列車命名為「陸奧」，203、204列車命名為「北斗」。成為了東北本線、常磐線日本人用列車中，首兩對設有列車愛稱的列車。只限「陸奧」的頭等臥車，該客車透過青函連絡船，連接行走於函館至札幌之間的急行1、2列車。
- 1951年（昭和26年）6月 在津輕海峽中，由於韓戰的關係，使海上會有漂流中的水雷。為了確保安全，青函連絡船的夜行班次只限在黎明時段以後才可以航行，使轉乘列車的時間大幅度延遲或甚至不能夠轉乘相關班次。
- 1952年（昭和27年）4月 那月起可讓日本人購買「Yankee Limited」列車的部分車票。「特殊列車」這個列車愛稱被廢除。「陸奧」運送客車的安排被廢除。但仍然設有「特殊列車」班次。
- 同年9月 行走於上野至青森之間，途經常磐線的夜行急行「北上」開始運行。「特殊列車」從於橫濱到發改為東京到發。
- 1954年（昭和29年）10月1日 實施時間表修正，「特殊列車」完全開放給日本人乘坐。行走東京至青森之間（途經常磐線）的急行列車名為「十和田」，函館至札幌之間的不定期急行列車名為「洞爺」。
  - 在修正前的9月26日，由於發生「洞爺丸事故」，使上野至札幌之間的客車運送（青函連絡船上運載了客車的安排）中止。
- 1956年（昭和31年）11月19日 實施時間表修正（日语：1956年11月19日国鉄ダイヤ改正），設有以下變更：
  - 「北上」列車名稱由以平假名標示改為以漢字標示。
  - 「十和田」改於上野到發。
  - 新設行走於上野至青森之間（途經常磐線）的夜行急行列車「奧入瀨」。

### 特急「初雁」、臥鋪特急「白鶴」、「夕鶴」之設定與發展
- 1958年（昭和33年）10月1日 實施時間表修正，開設了行走於上野至青森之間（途經常磐線），日本國鐵首架於東京以北行走的特急列車「初雁」（1、2列車）[注 8]。同時，「陸奧」在盛岡以北變為不定期列車。
「初雁」編成

| \| 1 \| 2 \| 3 \| 4 \| 5 \| 6 \| 7 \| 8 \| \| SuHaNi 35 \| SuHa 44 \| SuHa 44 \| SuHa 44 \| MaShi 35 \| NaRo 10 \| ナNaRo 10 \| SuHaFu 43 \| |         |         |         |          |         |           |           |
| 備註 - 上下行列車也好，1號車廂是機車後首個車廂 - 牽引機車：上野至仙台之間為C62，仙台至青森之間為C61，盛岡至青森前之間設有補機C60 - 車輛是來自尾久客車區（現時：尾久車輛中心） - 餐車是使用臥鋪特急「朝風」的MaShi35 1 - 3。在1959年5月，餐車再更換為較多空間的OShi17形。 - 三等車廂原本使用在東海道、山陽本線特急「鷗」，但是由於該列車在博多地區需要較多時間把客車掉頭。在1957年6月5日，新製造的NaHa10系客車取代了{{Translink\|ja\|国鉄スハ43系客車#スハ44系\|日本國鐵SuHa43系客車#SuHa44系\|SuHa44、SuHaFu43、SuHaNi35形]]，使被替換的客車用於「初雁」上。 |         |         |         |          |         |           |           |
| 1 | 2       | 3       | 4       | 5        | 6       | 7         | 8         |
| SuHaNi 35 | SuHa 44 | SuHa 44 | SuHa 44 | MaShi 35 | NaRo 10 | ナNaRo 10 | SuHaFu 43 |

- 停車站與時間

| \| 列車編號 \| 上野 \| 水戶 \| 平 ※注1 \| 仙台 \| 一之關 \| 盛岡 \| 尻內 ※注2 \| 青森 \| \| -------- \| ----- \| ----- \| ------- \| ----------- \| ------ \| ----------- \| --------- \| ----- \| \| 下行 1レ \| 12:20 \| 14:02 \| 15:26 \| 17:43 17:48 \| 19:18 \| 20:47 20:51 \| 22:43 \| 00:20 \| \| 上行 2レ \| 17:00 \| 15:22 \| 13:59 \| 11:30 11:35 \| 10:05 \| 08:34 08:38 \| 06:42 \| 05:00 \| |       |       |         |             |        |             |           |       |
| 備註 - 注1…現時：磐城 - 注2…現・八戶 - 參見日本國鐵KiHa80系柴油列車#特急「初雁」和「日光型」準急用柴油列車 - SuHa44系客車的座位是固定的，因此在上野和青森均需要把客車掉頭（括號內是列車編號） - 上野17:20（推回5002）17:32尾久客車區10:52（回5003）11:06隅田川11:26（回5001）1139上野 - 青森00:40（回5004）00:44瀧內信號場00:49（回5005）00:55青森操車場（現時：青森信號場）03:50（回5002）03:57青森     |       |       |         |             |        |             |           |       |
| 列車編號 | 上野  | 水戶  | 平 ※注1 | 仙台        | 一之關 | 盛岡        | 尻內 ※注2 | 青森  |
| 下行 1レ | 12:20 | 14:02 | 15:26   | 17:43 17:48 | 19:18  | 20:47 20:51 | 22:43     | 00:20 |
| 上行 2レ | 17:00 | 15:22 | 13:59   | 11:30 11:35 | 10:05  | 08:34 08:38 | 06:42     | 05:00 |

- 1959年（昭和34年）9月 「北斗」的編成變更，該列車的車廂主要都是臥車（臥鋪列車化）。「十和田」的車廂主要都是座位車廂。

- 1960年（昭和35年）12月10日 「初雁」的使用車輛使用新開發的KiHa81系柴油列車（日语：国鉄キハ80系気動車）。成為日本之首（日语：日本初）個使用柴油列車行走的特急列車。
  - 當初為了讓司機熟習運作，時間表仍然按客車時代運行。但是，由於沒有充分試行列車，在開始投入當初時常發生列車故障。

KiHa81系「初雁」編成

| ←上野方向青森方向→ |         |         |            |         |         |         |         |         |
| 1                  | 2       | 3       | 4          | 5       | 6       | 7       | 8       | 9       |
| KiHa 81            | KiRo 80 | KiRo 80 | KiSaShi 80 | KiHa 80 | KiHa 80 | KiHa 80 | KiHa 80 | KiHa 81 |

- 1961年（昭和36年）3月1日 「初雁」的所需時間縮短至10小時45分。「陸奧」於盛岡以北的不定期區間定期化。
- 同年10月1日 實施白紙時間表修正（日语：サンロクトオ），設有以下變更。
  - 「初雁」的所需時間縮短至10小時25分。
  - 開設行走於上野至青森之間，途經東北本線的夜行急行「八甲田」，當時設有1個往返班次。
  - 「十和田」增加1個往返班次至2個往返班次。
  - 繼「北斗」後，「北上」也臥鋪列車化。
- 1963年（昭和38年）4月20日 「初雁」增至10卡編成。
- 1964年（昭和39年）10月1日 實施白紙時間表修正（日语：1964年10月1日国鉄ダイヤ改正）。「北上」升級為臥鋪特急，成為了東北本線首架臥鋪特急「白鶴」（3、4列車）。車輛使用來自品川客車區（後來為品川運輸所（日语：品川運転所）→1999年廢除）的20系客車（日语：国鉄20系客車）。「北上」由途經常磐線變為途經東北本線。
「白鶴」編成

| \| ←上野方向青森方向→ \| \| \| \| \| \| \| \| \| \| \| \| 電源車 \| 1 \| 2 \| 3 \| 4 \| 5 \| 6 \| 7 \| 8 \| 9 \| 10 \| \| KaNi 21 \| NaNoNe 21 \| NaShi 20 \| NaHaNe 20 \| NaHaNe 20 \| NaHaNe 20 \| NaHaNe 20 \| NaHaNe 20 \| NaHaNe 20 \| NaHa 20 \| NaHaFu 20 \| |           |          |           |           |           |           |           |           |         |           |
| 備註 - 牽引機車：上野至黑磯之間為EF58，黑磯至仙台之間為ED71或ED75，仙台至青森之間為C61，盛岡至青森前之間設有補機C60 |           |          |           |           |           |           |           |           |         |           |
| ←上野方向青森方向→ |           |          |           |           |           |           |           |           |         |           |
| 電源車 | 1         | 2        | 3         | 4         | 5         | 6         | 7         | 8         | 9       | 10        |
| KaNi 21 | NaNoNe 21 | NaShi 20 | NaHaNe 20 | NaHaNe 20 | NaHaNe 20 | NaHaNe 20 | NaHaNe 20 | NaHaNe 20 | NaHa 20 | NaHaFu 20 |

- 停車站與時間

| 列車編號 | 上野  | 宇都宮 | 黑磯        | 郡山  | 福島  | 仙台        | 一之關 | 盛岡  | 尻內  | 青森  |
| -------- | ----- | ------ | ----------- | ----- | ----- | ----------- | ------ | ----- | ----- | ----- |
| 下り 3レ | 18:30 | 20:03  | 20:48 20:53 | 21:50 | 22:32 | 23:47 23:52 | 01:13  | 02:35 | 04:30 | 06:10 |
| 上り 4レ | 10:20 | 08:46  | 07:55 08:00 | 07:02 | 06:19 | 04:58 05:13 | 03:37  | 02:19 | 00:23 | 22:40 |

- 1965年（昭和40年）10月1日 實施時間表修正（日语：1965年10月1日・11月1日国鉄ダイヤ改正），設有以下變更：
  - 青函連絡船的船隻更換為津輕丸型（日语：津軽丸 (2代)），使航行時間由4小時30分縮短至3小時50分。
  - 「白鶴」的車輛改由尾久客車區負責，並增至12卡編成，以及通過一之關站。客車開始與「北斗」共用，並升級為臥鋪特急「夕鶴」（5、6列車）（途經常磐線）[注 14]。

20系「白鶴」、「夕鶴」編成

| \| ←上野方向青森方向→ \| \| \| \| \| \| \| \| \| \| \| \| \| \| 電源車 \| 1 \| 2 \| 3 \| 4 \| 5 \| 6 \| 7 \| 8 \| 9 \| 10 \| 11 \| 12 \| \| KaNi 21 \| NaRoNe 21 \| NaRoNe 21 \| NaHaNe 20 \| NaHaNe 20 \| NaShi 20 \| NaHaNe 20 \| NaHaNe 20 \| NaHaNe 20 \| NaHaNe 20 \| NaHaNe 20 \| NaHaNe 20 \| NaHaFu 20 \| |           |           |           |           |          |           |           |           |           |           |           |           |
| 備註 - 電源車也有機會使用MaNi20。 - 牽引機車 - 「白鶴」：上野至黑磯之間為EF58，黑磯至盛岡之間為ED75，盛岡至青森之間為DD51重聯 - 「夕鶴」：上野至平之間為EF80，平至仙台之間為C62，仙台至盛岡之間為ED75，盛岡至青森之間為DD51重聯                                                                                   |           |           |           |           |          |           |           |           |           |           |           |           |
| ←上野方向青森方向→ |           |           |           |           |          |           |           |           |           |           |           |           |
| 電源車 | 1         | 2         | 3         | 4         | 5        | 6         | 7         | 8         | 9         | 10        | 11        | 12        |
| KaNi 21 | NaRoNe 21 | NaRoNe 21 | NaHaNe 20 | NaHaNe 20 | NaShi 20 | NaHaNe 20 | NaHaNe 20 | NaHaNe 20 | NaHaNe 20 | NaHaNe 20 | NaHaNe 20 | NaHaFu 20 |

- 停車站與時間

| 列車編號 | 上野  | 水戶  | 平          | 仙台  | 盛岡        | 尻內  | 青森  |
| -------- | ----- | ----- | ----------- | ----- | ----------- | ----- | ----- |
| 下行 5レ | 21:30 | 23:22 | 00:36 00:43 | 03:06 | 05:36 05:45 | 07:34 | 09:05 |
| 上行 6レ | 09:25 | 07:34 | 06:04 06:11 | 03:50 | 01:00 01:07 | 23:05 | 21:15 |

- 急行列車方面，設有以下變更。
  - 「陸奧」增加1個往返班次，新增的班次於上野到發，並且與前往東北各地的列車班次串聯運輸及使用柴油列車行走。原本的客車班次之編號改為下行2號和上行1號。
  - 新設途經常磐線的不定期急行「奧入瀨」。

- 1968年（昭和43年）6月20日 「夕鶴」的編成中，滅少1輛A寢台車廂，2輛座位車廂更換為B寢台車廂，使所有車廂都是臥車。
- 同年10月1日 實施名為「白紙時間表修正（日语：ヨンサントオ）」，設有以下變更。
  - 東北本線全線電氣化。同時青森運輸所（現時：青森車輛中心（日语：青森車両センター））引入了新製造的583系電動列車（日语：国鉄583系電車），以取代原本以KiHa81系行走的「初雁」和原本以20系客車行走的「白鶴」、「夕鶴」[注 17]。
  - 「初雁」改經東北本線，所需時間縮短至8小時30分。並增加至2個往返班次。

583系「初雁」、「白鶴」和「夕鶴」編成

| \| ←上野方向青森方向→ \| \| \| \| \| \| \| \| \| \| \| \| \| \| 1 \| 2 \| 3 \| 4 \| 5 \| 6 \| 7 \| 8 \| 9 \| 10 \| 11 \| 12 \| 13 \| \| KuHaNe 581 \| SaRo 581 \| MoHaNe 582 \| MoHaNe 583 \| MoHaNe 582 \| MoHaNe 583 \| SaShi 581 \| MoHaNe 582 \| MoHaNe 583 \| MoHaNe 582 \| MoHaNe 583 \| SaHaNe 581 \| KuHaNe 581 \| |          |            |            |            |            |           |            |            |            |            |            |            |
| 備註 - KuHaNe581在1970年起陸續更換為KuHaNeネ583。 |          |            |            |            |            |           |            |            |            |            |            |            |
| ←上野方向青森方向→ |          |            |            |            |            |           |            |            |            |            |            |            |
| 1 | 2        | 3          | 4          | 5          | 6          | 7         | 8          | 9          | 10         | 11         | 12         | 13         |
| KuHaNe 581 | SaRo 581 | MoHaNe 582 | MoHaNe 583 | MoHaNe 582 | MoHaNe 583 | SaShi 581 | MoHaNe 582 | MoHaNe 583 | MoHaNe 582 | MoHaNe 583 | SaHaNe 581 | KuHaNe 581 |

- 「十和田」升級車廂，改用原自「夕鶴」的20系客車。連同使用583系行走，共有2個往返班次。車輛方面，由尾久客車區負責改為青森運輸所負責，編成也有一些變更。同時開始重新連結座位車廂。
20系「夕鶴」編成

| \| ←上野方向青森方向→ \| \| \| \| \| \| \| \| \| \| \| \| \| \| 電源車 \| 1 \| 2 \| 3 \| 4 \| 5 \| 6 \| 7 \| 8 \| 9 \| 10 \| 11 \| 12 \| \| KaNi 21 \| NaRoNe 21 \| NaHaNe 20 \| NaHaNe 20 \| NaShi 20 \| NaHaNe 20 \| NaHaNe 20 \| NaHaNe 20 \| NaNoNe 21 \| NaHaNe 20 \| NaHaNe 20 \| NaHa 20 \| NaHaFu 20 \| |           |           |           |          |           |           |           |           |           |           |         |           |
| 備註 - 電源車也可能使用MaNi20。 - 牽引機車：上野至水戶之間為EF80，水戶至青森之間為ED75（只限1000番台） |           |           |           |          |           |           |           |           |           |           |         |           |
| ←上野方向青森方向→ |           |           |           |          |           |           |           |           |           |           |         |           |
| 電源車 | 1         | 2         | 3         | 4        | 5         | 6         | 7         | 8         | 9         | 10        | 11      | 12        |
| KaNi 21 | NaRoNe 21 | NaHaNe 20 | NaHaNe 20 | NaShi 20 | NaHaNe 20 | NaHaNe 20 | NaHaNe 20 | NaNoNe 21 | NaHaNe 20 | NaHaNe 20 | NaHa 20 | NaHaFu 20 |

- 急行列車群的列車愛稱設有以下整合。
  1. 途經東北本線的「三陸」整合至「八甲田」，在日間與夜行各有1個往返班次，共2個往返班次[注 18]。
  2. 「陸奧」[注 19]下行2號、上行1號整合至「十和田（下行、上行）1號」，使「十和田」設有1個日間往返班次，4個夜間往返班次，共有5個往返班次。
  3. 不定期急行「奧入瀨」被廢除。

- 1969年（昭和44年）10月1日 「夕鶴」增加1個往返班次，新增班次使用20系客車。共有3個往返班次。餐車和A寢台連結位置也進行變更，餐車從4號車廂改為6號車廂，A寢台從8號車廂改為10號車廂。
- 1970年（昭和45年）8月 「夕鶴」使用20系客車的1個往返班次暫停服務。在盂蘭盆節時期，為了應付急增的回鄉客，開設了臨時列車「初雁51號」（途經常磐線）。
  - 「初雁51號」是把原本行走於仙台站至青森站之間的臨時特急「東北」班次延長至上野站。而多數直通至奧羽本線的臨時列車會途經東北本線，而直通至東北本線仙台以北的臨時列車則途經班次相對較少的常磐線。但是「初雁」的定期班次是途經東北本線，當時會有乘客乘坐臨時班次後才發現列車不會停靠福島站、郡山站等東北本線車站。因此於同年年尾，在1971年（昭和46年）1月年尾年初中，這些臨時班次的列車名稱改為「常磐初雁」。在1971年夏季起，臨時班次改經東北本線。
- 同年10月 實施時間表修正，設有以下變更。
  - 「八甲田」日間1個往返班次不再與直通至支線的列車串聯運輸，同時升級為特急「初雁」。「初雁」增加1個往返班次，共有3個往返班次。
  - 「十和田」1個往返班次升級為特急「夕鶴」，另外增加1個往返班次（使用電動列車行走）。使「十和田」共有4個往返班次（當中日間設有1個往返班次），「夕鶴」共有3個往返班次。
  - 隨後，行走於上野至青森之間的夜行「夕鶴」（途經常磐線）繼續加班。這是由於東北本線上野至宇都宮之間有許多中距離電車（現時：宇都宮線）班次。而上野至福島之間已經有許多途經奧羽本線的夜行列車班次，因此在時間表上沒有多餘空間安排列車於東北本線上行走。
- 同年12月: 「夕鶴」使用20系客車行走的1個往返班次不再連接普通車廂指定席，改為連結B寢台（日语：B寝台）車廂。使再沒有20系客車的原裝普通車廂於線上行走。
- 1971年（昭和46年）12月 - 1972年（昭和47年）1月 為了應付年尾年初的客量，開設了臨時臥鋪特急「白鶴51號」和「夕鶴52號」，均使用14系客車行走[注 20]。
- 1972年2月：為了配合舉行札幌奧運，開設了行走於上野至青森之間的臨時特急「奧林匹亞」1號，使用583系電動列車。
  - 下行班次為臥鋪特急電動列車，上行班次是座位特急電動列車。於青森轉乘青函連絡船，再於函館轉乘行走於函館至札幌之間「奧林匹亞」2號。
- 同年3月15日 實施白紙時間表修正（日语：1972年3月15日国鉄ダイヤ改正），設有以下變更。
  - 「初雁」1個往返班次駛入東京。
  - 「夕鶴」增加1個往返班次，新增的班次使用583系電動列車。使「夕鶴」共有4個往返班次。10號車廂A寢台和2號車廂B寢台交換連結位置。
  - 日間行走的「十和田1號」升級為特急「陸奧」（途經常磐線），該班次使用583系電動列車行走。
- 同年10月 「夕鶴」新增1個往返班次，新增的班次使用秋田運輛區（現時：秋田綜合車輛中心南秋田中心（日语：秋田総合車両センター南秋田センター））所屬[注 21]的20系客車，使「陸奧」共有5個往返班次。
- 同年11月7日 受到北陸隧道火災事故（日语：北陸トンネル火災事故）的影響，「十和田」停止連結餐車（OShi17形（日语：国鉄10系客車））。
- 1973年3月 「初雁」增加1個往返臨時班次至4個往返班次。新增的班次是使用前年於青森運輸所新製造的485系電動列車，成為485系列車首次行走「初雁」。青森運輸所所屬的485系可直接進出青森運輸所，直接行走東北本線的定期列車班次[1]。
485系「初雁」編成

| ←上野方向青森方向→ |          |          |          |          |          |           |          |          |          |          |          |
| 1                  | 2        | 3        | 4        | 5        | 6        | 7         | 8        | 9        | 10       | 11       | 12       |
| KuHa 481           | SaRo 481 | MoHa 484 | MoHa 485 | MoHa 484 | MoHa 485 | SaShi 481 | MoHa 484 | MoHa 485 | MoHa 484 | MoHa 485 | KuHa 481 |

- 同年4月 隨著建設東北、上越新幹線工程，東京至上野之間的回廠線暫停使用，「初雁」停止駛入東京。
- 同年10月 「初雁」增加1個往返班次，同時把原本1個往返臨時班次定期化，共有5個往返班次。
- 同年12月 「白鶴」、「夕鶴」的餐車在翌年春天陸續暫停營業。把餐車更換為B寢台車廂。
- 1975年（昭和50年）3月10日 實施時間表白紙修正（日语：1975年3月10日国鉄ダイヤ改正）。「夕鶴」增加2個往返班次，新增的班次使用20系客車行走。使「夕鶴」共有3個電動列車往返班次，4個客車往返班次，共有7個往返班次。另外，在這個修正中，上行特急「夕鶴」4號（途經常磐線）的行車時間比上行急行「八甲田」（途經東北本線）長10分鐘。在相同的列車類別中（特急），「初雁」和「夕鶴」其中兩班的所需時間相差2小時以上。乘客向國鐵投訴有關班次的行車時間問題[2]。
  - 由於需要在臥鋪車廂工作的乘務員不足，因此使用583系電動列車的1個往返班次改為全部車廂都是座位車廂。
- 1976年（昭和51年）10月 「夕鶴」的4個往返班次由使用20系客車更換為24系24形客車。使前年3月（上述提及），把臥鋪車廂改為座位車廂的583系電動列車「夕鶴」1個往返班次改回全部車廂都是臥車[注 22]。另外，「十和田」下行1號、上行3號（均為季節列車）改用14系客車[注 23]。
- 1977年（昭和52年）10月 「十和田」2號（下行、上行）改用20系客車。同時，原本列車連結NaRoNe21形，於當天降級為連結NaHa21形[注 24]。
- 1978年（昭和53年）10月2日 實施名為「白紙時間表修正（日语：ゴーサントオ）」的時間表修正。
  - 部分列車的行車時間增加及增加停車站[注 25]。
  - 583系、485系的綠色車廂連結位置由2號改為6號車廂。
  - 「初雁」增加1個往返班次至6個往返班次。
  - 「初雁」、「陸奧」設置普通車廂自由席，「初雁」被指定為L特急。
  - 「夕鶴」於秋田運輸區負責的部分改為由尾久客車區負責，並改用尾久客車區14系客車。

在此修正時，直通列車停車站
- 不同列車的停車站會有相異。【】內的車站是急行停車站，其他為特急停車站。
「初雁」、「白鶴」、「八甲田」
  - 上野 - 大宮 - 【小山】 - 宇都宮 - 【西那須野】 - 【黑磯】 - 【白河】 - 【須賀川（只限上行）】 - 郡山 - 福島 - 【白石】 - 仙台 - 【鹽釜】 - 小牛田 - 一之關 - 水澤 - 北上 - 花卷 - 盛岡 - 一戶 - 北福岡（現時：二戶） - 三戶 - 八戶 - 三澤 - 野邊地 - 淺蟲（現時：淺蟲溫泉） - 青森

「陸奧」、「夕鶴」、「十和田」
  - 上野 - 【土浦】 - 水戶 - 日立 - 湯本 - 平（現時：磐城） - 【小高（只限下行十和田5號）】 - 原之町 - 【相馬】 - 仙台 - 【鹽釜】 - 小牛田 - 【瀨峰】 - 【石越】 -  一之關 - 【前澤】 - 水澤 - 北上 - 花卷 - 盛岡 - 【好摩】 - 【沼宮內（現時：岩手沼宮內）】 - 一戶 - 北福岡 - 三戶 - 八戶 - 三澤 - 野邊地 - 【小湊】 - 【淺蟲（現時：淺蟲溫泉）】 - 青森
- 1979年（昭和54年）4月 「八甲田」的客車改換為12系客車（日语：国鉄12系客車）。
- 同年10月 「十和田」下行5號、上行2號的客車改換為12系客車。使行走於上野至青森之間的東北、常磐線客車急行不再使用在來型客車[注 26]。同時不再連接綠色車廂。
- 1980年（昭和55年）10月1日 實施時間表修正（日语：1980年10月1日国鉄ダイヤ改正）。「夕鶴」使用583系電動列車的1個往返班次，使用14系客車的1個往返班次，一同降級為季節列車。在剩下的定期班次，使用客車的3個往返班次中的2個往返班次之客車更換為2段式B寢台24系25形客車（為東北地區首次連結該款車輛）。使用24系24形客車（3段B寢台）的車輛只剩下1個往返班次，不再連結A寢台車廂。

### 東北新幹線開業後
- 1982年（昭和57年）6月23日 東北新幹線大宮至盛岡之間暫時啟用。詳細參見#東北新幹線開業與並行在來線優等列車群。
- 同年11月15日 實施時間表修正（日语：1982年11月15日国鉄ダイヤ改正），當中除了上越新幹線開業及東北新幹線增加大量班次外，還有以下變更：
  - 「初雁」…變為了行走於盛岡至青森之間的新幹線接駁列車，於盛岡以南到發的急行列車升級為特急並進行整合，共有11個往返班次。
  - 「陸奧」…廢除。
  - 「夕鶴」…2個往返班次被廢除，只剩下5個往返班次。（季節列車班次只剩下1個往返班次）使用客車的2個往返班次中，1個往返班次與「曙」共用車輛，均來自秋田運輸區的24系24形編成，重新連結A寢台車。
  - 「白鶴」…增加1個往返班次至2個往返班次。
  - 「十和田」…削減2個往返班次，舊3、4號的客車由20系更換為12系。只剩下1個往返班次。
  - 新設日間行走的臨時特急「故鄉」，下行從上野前往青森、上行從青森前往大宮，使用583系電動列車以13卡編成行走。
- 1983年 (昭和58年) 「夕鶴」的24系24形編成改為雙層床臥車。下行在7月8日實施，上行為7月9日實施。
- 1985年（昭和60年）3月14日 隨著東北新幹線上野站啟用，實施時間表修正（日语：1985年3月14日国鉄ダイヤ改正），設有以下變更。
  - 「夕鶴」…削減2個往返班次至剩下3個往返班次。1個往返班次使用583系電動列車。2個往返班次使用24系客車，分別來往青森和來往秋田。
  - 「八甲田」…大幅修改時間表，更改了上野至仙台之間的夜行區間。同時，在仙台至青森之間承繼「十和田」的時間表。同時改用14系座位車廂。
  - 「十和田」…變為臨時列車。
  - 「故鄉」…被廢除。
  - 583系電動列車，不再連結SaShi581形，改以12卡編成行走。
- 1986年（昭和61年）11月1日 實施日本國鐵最後一次時間表修正（日语：1986年11月1日国鉄ダイヤ改正），設有以下變更。
  - 583系電動列車基本上改以9卡編成行走，在多客時期增加3卡，以12卡編成行走。
  - 「夕鶴」使用青森運輸所24系的班次降級為季節列車。
- 1987年（昭和62年）3月23日 使用24系客車的「夕鶴」的2個往返班次開始連結雙人包廂A寢台ORoNe25形500番台「Twin Deluxe（DX）」。
  - 這是為了翌年1988年（昭和63年），預計途經青函隧道的北海道聯絡臥鋪特急列車會連結該款客車，在前一年先行連結作為展示。成為了於東北本線上首個特急列車連結包廂客車。

### 青函隧道開通起
- 1988年3月13日 隨著青函隧道開通，實施時間表修正（日语：一本列島），設有以下變更。
  - 使用24系客車的「夕鶴」2個往返班次，及使用583系電動列車的「白鶴」1個往返班次被廢除。
  - 開設行走於上野至札幌之間的臥鋪特急「北斗星」，當時設有2個往返定期班次，1個往返季節性班次（3、4號）[注 27]，共有3個往返班次。
- 1989年（平成元年）8月中旬 開設行走於上野至青森之間，途經東北本線的臨時急行「奧入瀨」。
- 1990年（平成2年）10月1日 在「白鶴」和「夕鶴」的定期1個往返班次、季節1個往返班次中，1號車廂變更為「Ladies Car」（女性專用車廂）。
- 1993年（平成5年）12月1日 實施時間表修正，設有以下變更。
  - 使用583系的「夕鶴」和「八甲田」[3]變為臨時列車。
  - 使用583系的「白鶴」2個往返班次中，5號車廂由B寢台車變為普通車廂指定席。
    - 「白鶴」增加班次以補償「八甲田」變為臨時列車。上行2號停靠小山，另外在宇都宮至上野之間及一之關至青森之間可使用立席特急票（日语：特別急行券）乘車[注 28]。
- 1994年（平成6年）12月3日 實施時間表修正，設有以下變更。
  - 「白鶴」2個往返班次中的1個往返班次變為臨時列車「白鶴81、82號」，同時不要停靠小山。定期的1個往返班次使用24系25形客車行走[注 29]。
  - 臨時「夕鶴」由於需要遷就於仙台以北「白鶴81、82號」的時間表，使臨時「夕鶴」被廢除。
  - 「十和田」和「奧入瀨」被廢除。
- 1998年（平成10年）8月22日 當日起，臨時「八甲田」、「MOTO列車」完全廢除。
- 1999年（平成11年）7月 「北斗星」的1個往返季節列車班次更換為行走於上野至札幌之間的臥鋪特急「仙后座」。
- 2002年（平成14年）10月 「白鶴81、82號」結束運輸。
- 同年12月1日 東北新幹線盛岡至八戶之間開業，「初雁」和「白鶴」[注 30]被廢除[4]。
  - 「初雁」的剩下非並行在來線路段由「津輕」「白鳥」承繼。「白鶴」方面，由於高速巴士與飛機的競爭，使全日本曾臥鋪特急變得弱勢。加上新幹線開業後，使並行在來線由其他第三部門鐵路繼承，當中原本一部分行走區間隨著由IGR岩手銀河鐵道和青森鐵道接管。使「白鶴」被廢除。

| 所屬車廠 | 青森車輛中心               | 青森車輛中心               | 青森車輛中心               | 青森車輛中心               | 青森車輛中心               | 青森車輛中心               | 青森車輛中心               | 青森車輛中心               | 青森車輛中心               | 青森車輛中心               | 青森車輛中心               | 青森車輛中心               |
| 車廂編號 | 1                          | 2                          | 3                          | 4                          | 5                          | 6                          | 7                          | 8                          | 9                          | 10                         | 11                         | 電源車                     |
| 客車款式 | OHaNeFu24 23               | OHaNe24 19                 | OHaNe25 32                 | OHaNeFu25 117              | OHaNe25 140                | OHaNe25 5                  | OHaNeFu25 1                | OHaNe25 215                | OHaNe25 211                | ORoNe25 702                | OHaNe25 4                  | KaNi24 116                 |
| 機車     | 上野→青森 EF81-139（青森） | 上野→青森 EF81-139（青森） | 上野→青森 EF81-139（青森） | 上野→青森 EF81-139（青森） | 上野→青森 EF81-139（青森） | 上野→青森 EF81-139（青森） | 上野→青森 EF81-139（青森） | 上野→青森 EF81-139（青森） | 上野→青森 EF81-139（青森） | 上野→青森 EF81-139（青森） | 上野→青森 EF81-139（青森） | 上野→青森 EF81-139（青森） |

| 所屬車廠 | 青森車輛中心               | 青森車輛中心               | 青森車輛中心               | 青森車輛中心               | 青森車輛中心               | 青森車輛中心               | 青森車輛中心               | 青森車輛中心               | 青森車輛中心               | 青森車輛中心               | 青森車輛中心               | 青森車輛中心               |
| 車廂編號 | 1                          | 2                          | 3                          | 4                          | 5                          | 6                          | 7                          | 8                          | 9                          | 10                         | 11                         | 電源車                     |
| 客車款式 | OHaNeFu25 205              | OHaNe25 152                | OHaNe24 54                 | OHaNeFu25 118              | OHaNe25 220                | OHaNe25 213                | OHaNeFu25 116              | OHaNe25 6                  | OHaNeFu25 201              | ORoNe25 703                | OHaNe25 148                | KaNi24 102                 |
| 機車     | 青森→上野 EF81-135（青森） | 青森→上野 EF81-135（青森） | 青森→上野 EF81-135（青森） | 青森→上野 EF81-135（青森） | 青森→上野 EF81-135（青森） | 青森→上野 EF81-135（青森） | 青森→上野 EF81-135（青森） | 青森→上野 EF81-135（青森） | 青森→上野 EF81-135（青森） | 青森→上野 EF81-135（青森） | 青森→上野 EF81-135（青森） | 青森→上野 EF81-135（青森） |

- 2010年（平成22年）12月4日  東北新幹線八戶至新青森開業[注 31]。「津輕」的運輸區間改為秋田至青森之間，「（超級）白鳥」的運輸區間改為新青森至函館之間。除了首都圈部分區間外，東北本線的日間行走的特急被消滅。
- 在2012年3月時間表修正中，常磐線特急「超級常陸」不再駛入至仙台。使東北本線中，栗橋至盛岡之間再沒有定期日間行走的特急班次。
- 在2020年時間表修正中，常磐線特急「常陸」再次駛入至仙台。

#### 復活列車「初雁」、「夕鶴」、「陸奧」、「白鶴」

##### 東北新幹線延伸至八戶站之際
- 2001年（平成13年）4月 開設復活班次，行走於青森至上野之間的臨時特急「記憶之583系初雁號」，使用583系電動列車以12卡編成行走。
- 2002年10月 開設復活班次，行走於青森至上野之間的臨時臥鋪特急「夕鶴」，使用583系電動列車以12卡編成行走。
- 同年11月2日 開設復活班次，單向從青森前往上野的臨時特急「記憶之初雁號」，使用583系電動列車以12卡編成行走[4]。
- 同年11月3日 開設復活班次，單向從上野前往青森的臨時特急「記憶之陸奧號」，使用583系電動列車以12卡編成行走[4]。
- 同年11月30日 開設行走於青森至一之關之間的臨時特急「再見初雁583系號」[4]。

##### 東北新幹線延伸至八戶站之後
- 2009年（平成21年）3月20日 開設單向從上野前往青森的團體臨時特急「初雁」，使用583系電動列車以6卡編成行走。
- 同年11月6日 開設單向從上野前往青森的團體臨時臥鋪特急「白鶴」，使用24系客車以7卡編成（7卡不包含機車）行走。
- 2010年3月26日 開設單向從上野前往青森的團體臨時臥鋪特急「白鶴」，使用24系客車以7卡編成（6卡不包含機車）行走。
- 同年10月16日 開設單向從上野前往青森的團體臨時特急「初雁」，使用583系電動列車以6卡編成行走。
- 2012年12月14日 為了紀念日本首條鐵路線開通140年周年，推出了View旅行商品，開設單向從橫濱前往青森的臨時臥鋪特急「白鶴」，使用583系電動列車以6卡編成行走。當中，車廂靠海一方是B寢台3層床臥鋪，靠山一方是包廂座位。
- 2013年11月30日 開設單向從磐城前往木古內，函館前往青森的團體臨時臥鋪特急「夕鶴」，使用24系客車行走。但是受到東日本大地震影響，常磐線部分區間不能通行，當時路線改經常磐線、水戶線和東北本線。

## 東京連接東北各都市之間的聯絡列車

### 戰前
- 1906年4月 開設行走於上野至仙台之間，途經東北本線的急行221、228列車。
  - 雖然該列車是為了避免途經常磐線，與其他急行重疊而開設，但是後來也延長行車區間至青森。在隨後直至終戰前，成為了行走於上野至青森之間的主要列車，在同一時期，利用急行列車連接各城市的列車也有行走於上野至秋田、青森之間，途經奧羽本線的班次。
- 1922年（大正11年）3月 開設行走於上野至青森之間，途經奧羽本線的急行701、702列車。
- 1926年8月 701、702列車的列車編號改為401、402列車，行走區間縮短為上野至秋田之間。
- 1930年10月 新設行走於上野至仙台之間的準急109、110列車。
- 1934年12月 401、402列車的行走區間改為上野至青森之間（秋田至青森之間為普通列車），並改變列車編號為405、406列車。
- 1940年10月 實施時間表修正，新設行走於上野至仙台之間的急行105、106列車。405、406列車的行走區間改為上野至秋田之間，並改變列車編號為401、402列車。
- 1943年10月 401、402列車降級為普通列車，105、106列車被廢除。

### 戰後開設東京連接東北各都市之間的優等列車
- 1946年11月 開設行走於上野至仙台之間，途經東北本線的急行109、110列車。
- 1947年1月 由於煤炭不足，109、110列車暫停服務。在6月起，隨著煤炭供應好轉而重開。
- 1948年7月1日 實施時間表修正，109、110列車的列車編號改為103、104列車。在仙台以北區間為不定期班次，整個行走區間為上野至青森之間。
- 1950年10月 103、104列車的列車編號改為101、102列車。行走區間改為上野至仙台之間。在仙台，部分車輛與行走於上野至青森之間（經常磐線）的「陸奧」串聯運輸，並於青森到發。在翌月，101、102列車附上了愛稱「青葉」。
  - 此列車在上野至仙台之間會與會津若松、院內與秋田到發的車輛串聯運輸。
- 1954年10月 開設行走於上野至仙台之間的急行「松島」。
- 1956年11月17日 實施時間表修正，設有以下變更。
  - 開設行走於上野至盛岡之間（途經常磐線）的不定期急行「岩手」。
  - 「青葉」與秋田到發之編成分離至「鳥海」。「青葉」改為行走於上野至青森之間。
- 1958年（昭和33年）10月 實施時間表修正，設有以下變更。
  - 「岩手」延長至青森。
  - 隨著「青葉」、「陸奧」改變運行區間，兩列車改於盛岡到發。
  - 行走於上野至仙台之間的準急列車（沒有愛稱）升級為急行「吾妻」。
  - 開設行走於上野至福島之間的準急列車「阿武隈」。
- 1959年9月 開設行走於上野至仙台之間（途經常磐線）的急行「宮城野」。當時使用KiHa55系（日语：国鉄キハ55系気動車）行走，成為日本首個定期急行使用柴油列車行走。
- 1960年6月 「松島」開始與行走於上野至山形之急行的「藏王」串聯運輸。開設行走於上野至福島之間的夜行準急「信夫」。
- 同年10月 「岩手」途經東北本線的班次變為定期列車。

### 特急「雲雀」登場與周邊列車群
- 1961年10月1日 實施白紙時間表修正，設有以下變更。
  - 新設行走於上野至仙台之間的不定期特急「雲雀」。使用KiHa82系（日语：国鉄キハ80系気動車）行走，所需時間為4小時53分。
    - 吸收「初雁」當初使用KiHa81系行走時經常發生車輛故障的教訓，當初「雲雀」和「綠」一同暫停服務，並使用了各地的後備車輛，實際開始運輸日期是翌年4月。
    - 當時日本正在開發交直流電兩用型的特急形電動列車，而「雲雀」行走區間雖然全線電氣化，但是仍然使用柴油列車行走。

  - 「宮城野」改經東北本線。在上野至福島之間與秋田到發的急行「鳥海」串聯運輸。
  - 「吾妻」重組編成，並與會津若松到發的急行「磐梯」串聯運輸。
  - 開設行走於上野至仙台之間的夜行準急「阿武隈」。
  - 「信夫」增加1個往返班次。
- 1962年（昭和37年）10月 「宮城野」、「青葉」改用451系電動列車（日语：国鉄457系電車）。在上野至仙台之間，兩架列車回到獨自運行。
- 1963年（昭和38年）10月 實施時間表修正，設有以下變更。
  - 「雲雀」升格為定期列車。
  - 「信夫」1個往返班次延長至於仙台到發，「宮城野」增加1個往返班次。
  - 「松島」部分班次使用451系電動列車。
  - 「阿武隈」延長至盛岡，臥鋪急行「北星」開始運行。
  - 行走於上野至秋田之間的特急「翼」與盛岡到發的編成串聯運輸[注 32]。
- 1964年3月 隨著增備453系電動列車，設有以下變更。
  - 「松島」、「吾妻」定期班次改用電動列車[注 33]，同時分別改名為「松島」和「吾妻」。
  - 「青葉」夜行列車化。
- 1964年10月 開設行走於上野至仙台之間的臥鋪急行「新星」。
- 1965年10月 東北本線電氣化區延伸至盛岡，設有以下變更。
  - 「雲雀」…車輛改用來自仙台運輸所（現時：仙台車輛中心（日语：仙台車両センター））新製造的交直流電兩用之483系特急形電動列車，並增加2個往返班次。上野至仙台之間的行車時間縮短至4小時35分。後來增備可對應3電源的485系。同時也583系也投入服務。
  - 「岩手」…改用電動列車，並改於盛岡到發。
  - 「青葉」…運輸區間延長至盛岡，愛稱改為「北上」。
  - 「翼」…與盛岡到發的編成分離，同時改用483系電動列車與改名為特急「山彥」。
  - 「陸奧」…增加1個往返班次。行走區間改為上野至陸羽東線鳴子（現時：鳴子溫泉）或奧羽本線大鱷（現時大鱷溫泉）（經青森）之間。新增的班次是下行1號和上行2號。原本行走於上野至青森之間的列車班次編號是下行2號和上行1號。
- 1966年（昭和41年）10月 開設行走於上野至青森、盛或久慈之間的急行「三陸」，途經東北本線。「陸奧（下行）1號、（上行）2號」中，於鳴子到發的編成改為於弘前到發，並改經釜石線、宮古站和花輪線。
- 1967年（昭和42年）7月 隨著磐越西線郡山至喜多方之間電氣化，「磐梯」改用電動列車。部分班次與「岩手」和「吾妻」串聯運輸。
- 同年10月 實施時間表修正，設有以下變更。
  - 「雲雀」1個往返班次與「山彥」改於東京到發。
  - 「磐梯」和「松島」串聯運輸，使「吾妻」、「磐梯」和「松島」一同串聯運輸。
  - 使用KiHa58系（日语：国鉄キハ58系気動車）行走的臨時「吾妻」變為不定期列車。

### 特急列車加班與急行列車群之整合
- 1968年10月1日 實施白紙時間表修正，設有以下變更。
  - 「雲雀」增加5個往返班次。當中1個往返班次於東京到發。上野至仙台之間最快只需要3小時53分[注 34]。編成數由10卡編成減至9卡編成，頭等車廂由4號車廂移動至1號車廂[注 35]。
  - 以下為急行列車群列車愛稱的整合安排。

  1. 行走於上野至仙台之間（途經東北本線）的急行列車統一名為「松島」，「宮城野」被廢除[注 36]。
  2. 行走於上野至盛岡之間的「北上」併合至「岩手」。
  3. 「三陸」改名為「八甲田（下行、上行1號）」。
  4. 行走於上野至青森之間（途經常磐線）的「陸奧」改名為「十和田（下行、上行1號）」。而行走於上野至鳴子、宮古或弘前之間的「陸奧（下行1號、上行2號）」改為「陸奧」（沒有班次編號）。
- 1969年（昭和44年）3月 「雲雀」的季節列車增加1個往返班次。
- 同年10月 「雲雀」的季節列車升級為定期列車，共有6個往返班次。
- 1970年7月 部分「雲雀」和「山彥」增至12卡編成行走。
- 同年10月 「雲雀」定期列車增至7個往返班次。「陸奧」被廢除。急行「八甲田（下行、上行1號）」升級為特急「初雁」。「八甲田」變為夜行列車。
- 1971年3月 開設行走於上野至盛岡之間（經常磐線）的急行「盛岡」。
- 1972年3月15日 實施白紙時間表修正，設有以下變更。
  - 急行「十和田（下行、上行1號）」升級為特急「陸奧」。
  - 「雲雀」共有9往返定期班次，2個往返季節班次。
  - 「山彥」首次增加班次，定期列車共有3個往返班次。
  - 開設臨時列車「盛岡」（途經東北本線），以輔助「山彥」。上野至盛岡之間的行車時間為約6小時30分，由於行車時間媲美特急列車，因此在翌年7月改名為「Echo盛岡」。
- 1972年10月2日 實施時間表修正，設有以下變更。
  - 急行「Echo盛岡」升級為特急「山彥」。使「山彥」共有4個往返定期班次，1個往返季節班次。當中3個往返班次的車輛由仙台運輸所改為青森運輸所提供[1]。
  - 「雲雀」共有11個往返定期班次。同時設置自由席與指定為L特急。
- 1973年（昭和48年）1月 「雲雀」部分列車連結1卡綠色車廂，以13卡編成行走。
- 同年4月 隨著進行新幹線工程，「雲雀」、「山彥」不再駛入東京站。
- 同年10月 「雲雀」共有13個往返定期班次。下行4號和上行10號會錯誤地使用583系行走。「山彥」所有列車由青森運輸所提供。電動列車急行「松島」和「岩手」中，所有列車的自助餐車暫停營業。
- 1975年3月10日 「北星」改用20系客車，並升級為特急。
- 1978年10月2日 實施時間表修正，設有以下變更。
  - 「雲雀」增至15個往返班次。由於上野至宇都宮之間的時間表有大幅度的改動，使上野至仙台之間的行車時間延長至4小時15分。並且不再錯誤地使用583系，所有列車使用485系，統一以12卡編成行走。
  - 「山彥」1個往返班次從盛岡到發延長至青森到發，並改名為「初雁」。同時，「山彥」增設自由席和指定為L特急。
  - 「北星」改用14系客車。
  - 大約在同一時期，特急列車的愛稱幕、頭牌的設計也有所變更：

  1. 「雲雀」…頭牌中設有向上方飛翔的雲雀與仙台七夕祭的主題顏色，並且寫上了列車名稱[5]。
  2. 「山彥」…「山彥」可解作當聲音由山谷的斜面反射出來的回聲，因此頭牌的設計是一個回聲圖案。從頭牌中心繪畫了一個垂直橢圓形圖案，從垂直橢圓形向外繪畫了三個同心橢圓形，並且寫上了列車名稱[6]。
  3. 「北星」…頭牌的圖案是在北海中出現了一顆北極星，並且寫上了列車名稱[7]。
- 1980年10月1日  實施時間表修正，設有以下變更。
  - 「雲雀」1個往返班次被廢除，剩下14個往返班次。
  - 「松島」的6個往返班次中，1班下行季節班次和1個往返夜行班次被廢除。只剩下4班下行定期班次（其中1班是從上野前往郡山的季節列車），4班上行定期班次（其中1班是從郡山前往上野的季節列車），以及1班季節班次。
- 1981年（昭和56年）10月 部分「雲雀」的餐車暫停營業。

1978年10月時間表修正時的停車站（不同列車的停車站會有相異），【】內的車站只有部分班次停靠。
「山彥」、「北星」和「岩手」
- 上野 - 【赤羽】 - 大宮 - 【古河】 - 【小山】 - 宇都宮 - 【矢板】 - 【西那須野】 - 【黑磯】 - 【白河】 - 【須賀川】 - 郡山 - 【本宮】 - 【二本松】 - 福島 - 【白石】 - 【大河原】 - 【岩沼】 - 仙台 - 【鹽釜】 - 【松島】 - 【鹿島台】 - 小牛田 - 【瀨峰】 - 【石越】 - 【花泉】 - 一之關 - 【平泉】 - 【前澤】 - 水澤 - 北上 - 花卷 - 盛岡

「雲雀」、「新星」、「松島」和「吾妻」
上野- 【赤羽】 - 大宮 - 【古河】 - 【小山】- 宇都宮 - 【氏家】 - 【矢板】 - 西那須野 - 黑磯 - 【黑田原】 - 白河 - 【矢吹】 - 【鏡石】 - 須賀川 - 郡山 - 本宮 - 二本松 - 【松川】 - 福島 - 白石 - 【大河原】 - 【船岡】 - 岩沼 - 仙台

### 東北新幹線開業與並行在來線的優等列車群
- 1982年（昭和57年）6月23日 東北新幹線大宮至盛岡之間暫定啟用。在來線的特急列車被新幹線列車取代。設有以下變更。
  - 「山彥」…4個往返班次全部廢除，由新幹線列車取代。而「山彥」這個名稱也用於東北新幹線的班次上。
  - 「雲雀」…6個往返班次被廢除，由新幹線「青葉」取代。
  - 在11月時間表修正前，宇都宮至盛岡之間的往來線特急列車班次由於被削減，為了彌補部分車站的特急班次數目，「雲雀」、「初雁」、「翼」和「山鳩」於部分車站臨時停車[注 37]。同時，由於車務調動的關係，「雲雀」的2個往返班次在下一次時間表修正（即下述的11月15日）前率先被廢除。
- 同年11月15日 實施時間表修正，設有以下變更。
  - 「岩手」、「盛岡」、「北星」和「新星」被廢除。
    - 「盛岡」的實施廢除區間只限仙台至盛岡之間，上野至仙台之間由「常陸」取代。

  - 「雲雀」的所有定期列車班次被廢除。臨時列車「雲雀51、52號」在新幹線上野啟用前繼續不定期運行。
  - 「松島」仍然設有5個往返班次，這是由於東北新幹線於大宮站到發，而「松島」則從上野到發，加上「松島」會與直通至其他支線的「藏王」和「磐梯」串聯運輸。
  - 「吾妻」的夜行1個往返班次被廢除。
- 1984年（昭和59年）2月「松島」部分班次的急行運輸區間縮短為上野至福島之間。由於與「松島」串聯的「磐梯」降級為快速列車，因此不再直通至上野。「松島」的編成數由12卡（基本編成6卡+付屬編成6卡）減至9卡（基本編成6卡+付屬編成3卡）。「藏王」與「松島」串聯運輸的1個往返班次中，「松島」於福島至仙台之間是以付屬編成3卡行走。
- 1985年（昭和60年）3月 隨著東北、上越新幹線上野站啟用，實施時間表修正（日语：1985年3月14日国鉄ダイヤ改正），設有以下變更。
  - 「松島」、「吾妻」被廢除。使除了「夕鶴」、「白鶴」、「八甲田」、部分臨時列車、直通至奧羽本線或磐越西線的列車外，於上野到發，行駛至黑磯以北的東北本線日間列車全部廢除。

### 復活運輸之「雲雀」
- 2001年8月25日、26日 開設1個往返復活班次，使用青森運輸所所屬的485系8卡編成行走「雲雀」（下行於25日出發，上行於26日出發）。
- 2002年9月21日、22日 開設1個往返復活班次，使用青森運輸所所屬的583系9卡編成行走「雲雀」（下行於21日出發，上行於22日出發）。
- 2003年（平成15年）10月13日 開設上行1班復活班次，使用仙台電車區所屬的583系6卡編成行走「雲雀」[注 38]。
- 2007年（平成19年） 開設行走於上野至仙台之間的特急「雲雀」（全車指定席），共有1個往返班次，使用仙台車輛中心所屬的583系行走。在12月15日開設上行班次（所需時間為5小時3分），16日開設下行班次（所需時間為4小間43分）。並停靠以下車站：
  - 上野 - 大宮 - 宇都宮 - 黑磯 - 郡山 - 福島 - 仙台
- 2010年（平成22年）12月11日、12日 開設1個往返復活班次，使用新潟車輛中心所屬的485系K1編成6卡編成行走特急「雲雀」（下行於11日出發，上行於12日出發）。
- 2011年（平成23年）8月6日 開設下行1班復活班次，使用仙台車輛中心所屬的485系A1A2編成6卡編成行走特急「雲雀」。
- 2016年（平成28年）6月18日 使用仙台車輛中心所屬的485系A1A2編成6卡編成行走特急「雲雀」，單向從仙台前往郡山。

## 連結東北各都市之間的優等列車
- 1959年2月1日 開設行走於福島至盛岡之間的準急「山彥」。
- 同年12月1日 開設行走於仙台（途經陸羽東線）/米澤至秋田之間的準急「田澤」。開設行走於仙台（途經陸羽東線）/米澤至酒田之間（途經陸羽西線）的臨時準急「最上」[注 39]。
- 1960年6月1日 實施時間表修正，設有以下變更。
  - 「山彥」延長至郡山到發。
  - 開設行走於仙台至盛岡之間的準急「栗駒」[注 40]。
- 1961年10月1日 「山彥」延長至青森到發。
- 1962年7月15日 開設行走於仙台至青森之間（途經北上線、奧羽本線）的急行「曙」。
- 1963年10月1日 實施時間表修正，設有以下變更。
  - 「栗駒」增加2個往返班次至3個往返班次。
  - 「山彥」於仙台分割為兩個列車。仙台以南改用451、453系電動列車，列車名稱改為「阿武隈」，同時行走區間改為白河至仙台之間。在仙台以北變更為急行「陸奧」。
- 1965年10月1日 「栗駒」1個往返班次被廢除，只剩下2個往返班次。「陸奧」的行走區間改為仙台至青森至秋田之間。
- 1966年3月5日 變更準急制度，行走100公里以上的準急列車均升級為急行列車。使「栗駒」和「阿武隈」升級為急行列車。
- 1966年10月1日 「栗駒」1個往返班次被廢除，只剩下1個往返班次。
- 1968年10月1日 實施白紙時間表修正，設有以下變更。
  - 「陸奧」於東北本線區間由「栗駒」取代。使「栗駒」增加1個往返班次，原本的1個往返班次延長至青森到發。使「栗駒」共有2個往返班次，均行走於仙台至青森之間。
  - 「阿武隈」在郡山以南區間變為普通列車[注 41]。
  - 「曙」改名為「北上」。
- 1970年8月2日 - 15日 開設行走於仙台至青森之間的臨時特急列車「東北」。
  - 此列車在同月16日起變為行走於上野至青森之間（途經常磐線）的臨時「初雁」。在同年年尾至翌年年初行走時，列車名稱改為「常磐初雁」。
- 1970年10月1日 實施時間表修正，設有以下變更。
  - 「栗駒」1個往返班次的行走區間縮短至於盛岡到發，同時把列車名稱改為「姬神」。
  - 行走於上野至弘前之間（途經東北本線、花輪線）的「陸奧」之運輸區間縮短至行走於仙台至秋田之間，並且改名為「米代」[注 42]。
- 1971年3月20日 開設行走於仙台至秋田之間（途經北上線）的臨時特急「青葉」（該臨時班次實施上每日行走），該班次錯誤地使用於特急「翼」上行走的KiHa181系。
  - 當初班次只使用付屬編成（所有車廂為普通車廂）行走。同年10月1日起，變為使用基本編成，當中包含了綠色車廂和餐車。
- 1972年3月15日 實施時間表修正，設有以下變更。
  - 「青葉」升級至定期列車。
  - 「北上」增加1個往返班次至2個往返班次。新增的班次行走於仙台至秋田之間。
  - 「姬神」併入至「栗駒」，使「姬神」這愛稱被消滅，使「栗駒」設有2個往返班次。同時，「栗駒」改用457系電動列車。當中1個往返班次為了連接北海道，停車站與特急一樣都是比較少，並且全車為指定席。使該班次行走於仙台至青森之間的所需時間只需約4小時。
  - 「阿武隈」的車輛從仙台運輸所改變為勝田電車區（現時：勝田車輛中心（日语：勝田車両センター））負責。行走區間再次變為白河至盛岡之間，並且車輛與「盛岡」共用。
- 1975年11月24日 隨著「翼」改用485系電動列車，特急「青葉」被廢除。被廢除的班次降級為急行「北上」，使急行「北上」設有3個往返班次。
- 1978年10月2日 實施時間表修正，設有以下變更。
  - 「栗駒」增加1個往返班次至3個往返班次，新增的班次行走於仙台至盛岡之間，而該班次由原本「岩手」的1個往返班次中，於仙台系統分割後而成。
- 1982年11月15日 實施白紙時間表修正，設有以下變更。
  - 「栗駒」於盛岡以北區間由「初雁」承繼。仙台至盛岡之間降級為快速列車。「栗駒」這個愛稱被消滅。
  - 「阿武隈」、「北上」被廢除。
- 1985年3月14日 快速「栗駒」被廢除。

1978年10月修正時「阿武隈」的停車站※只有下行列車停靠（　）之車站
- 郡山 - 本宮 - 二本松 - 松川 - 福島 - 伊達 - 白石 - 大河原 - 船岡 - 岩沼 - 仙台 - 鹽釜 - 松島 - 小牛田 - 瀨峰 - 石越 - 花泉 - 一之區 - 平泉 - 前澤 - 水澤 - 北上 - 花卷 - （石鳥谷） - （日詰） - 盛岡

1978年10月修正時「栗駒」的停車站※不同列車的停車站會有相異
- 仙台 - 鹽釜 - 松島 - 鹿島台 - 小牛田 - 瀨峰 - 石越 - 一之關 - 平泉 - 前澤 - 水澤 - 北上 - 花卷 - 盛岡 - 好摩 - 沼宮內 - 一戶 - 北福岡 - 三戶 - 八戶 - 三澤 - 上北町 - 野邊地 - 淺蟲 - 青森

## 列車愛稱的由來
- 「初雁」在招募東京至大阪之間的商務特急列車名稱時，其中一個優秀的名稱為「初雁」。
- 「陸奧」、「陸奧」取自其中一個令制國，位於東北地方的陸奧國。當中在日語中有兩個不同的讀法/寫法。是平安時代的讀法，是隨後至今的讀法，而漢字的寫法是相同的。
- 「雲雀」取自鳥類雲雀。
- 「山彥」取自自然現象「回聲」。
- 「翼」取自「為奧羽本線沿線發展祈願」。

## 注腳